# Jasmína
Jasmína je ženské křestní jméno. Podle českého kalendáře má svátek 1. února (nové zařazení). Jeho další používanou variantou je jméno Jasmina.
Jméno má perský původ, odvozené od názvu keře Jasmín.

## Statistické údaje
Následující tabulka uvádí četnost jména v ČR a pořadí mezi ženskými jmény ve srovnání dvou roků, pro které jsou dostupné údaje MV ČR – lze z ní tedy vysledovat trend v užívání tohoto jména:
| Jasmína   |           |           |
| Rok       | Četnost   | Pořadí    |
| 2007      | 228       | 491.      |
| 2009      | 308       | 448.      |
| Porovnání | o 80 více | o 47 lépe |

| Jasmin    |           |           |
| Rok       | Četnost   | Pořadí    |
| 2007      | 54        | 965.      |
| 2009      | 67        | 924.      |
| Porovnání | o 13 více | o 41 lépe |

| Jasmina   |           |           |
| Rok       | Četnost   | Pořadí    |
| 2007      | 38        | 1142.     |
| 2009      | 64        | 1121.     |
| Porovnání | o 26 více | o 21 lépe |

| Jasmine |         |        |
| Rok     | Četnost | Pořadí |
| 2009    | 41      | 1188.  |

| Jasminka |         |        |
| Rok      | Četnost | Pořadí |
| 2009     | 11      | 2482.  |

| Jasmín |         |        |
| Rok    | Četnost | Pořadí |
| 2009   | 5       | 4181.  |

| Yasmin    |           |            |
| Rok       | Četnost   | Pořadí     |
| 2007      | 24        | 1455.      |
| 2009      | 36        | 1295.      |
| Porovnání | o 12 více | o 160 lépe |

## Známé nositelky jména
- Jasmin Dervišević – bosenská raperka
- Jasmin Tabatabai – německo-íránská herečka a zpěvačka
- Jasmin Wagner – německá zpěvačka
- Jasmin Wöhrová – německá profesionální tenistka
- Jasmina Ilić – srbská basketbalistka
- Jasmina Mukaetova – makedonská pop a turbofolk písničkářka
- Jasmina Skalič – slovenská fotbalistka
- Jasmina Tešanović – srbská spisovatelka, feministka, politická aktivistka, překladatelka a režisérka
- Jasmine – japonská zpěvačka a textařka
- Jasmine Anna Adamec – dcera slovenské moderátorky Jany Novákové a českého režiséra Jiřího Adamce
- Jasmine Guy – americká herečka
- Jasminka Domaš – chorvatská spisovatelka
- Jasminka Stancul – srbská klavírista
- Yasmin Abbasey, pákistánská soudkyně
- Yasmin Aga Khan, americko-pákistánská filantropka
- Yasmin Ahmad, malajsijská filmová režisérka
- Yasmin Alibhai-Brown, ugandsko-britská novinářka a spisovatelka
- Yasmin Bannerman, britská herečka
- Yasmin Bevan, britská ředitelka
- Yasmin Brunet, brazilská herečka
- Yasmin Deliz, americká reggae písničkářka, modelka a herečka
- Yasmin Kerr, britská herečka
- Yasmin Knock, německá zpěvačka
- Yasmin Le Bon – britská modelka
- Yasmin Lee, brazilská transsexuální porno herečka
- Yasmin Levy – izraelská zpěvačka
- Yasmin Lucas, brazilská herečka
- Yasmin Paige, britská herečka
- Yasmin Ratansi, kanadská politička
- Yasmin Vossoughian, americká novinářka
- Yasmin Warsame, somálsko-kanadská modelka
- Yasmin Yusoff, malajsijská zpěvačka
- Yasmina Azzizi-Kettab, alžírská atletka
- Yasmina Khadra, alžírský spisovatel
- Yasmina Reza, francouzská dramatička, herečka, spisovatelka a scenáristka
- Yasmina Siadatan, britská obchodnice íránského původu
- Yasmine, vlámská zpěvačka
- Yasmine Abdul Aziz, egyptská herečka
- Yasmine Belmadi, francouzský herec alžírského původu
- Yasmine Bleeth, americká herečka
- Yasmine Galenorn, romantická spisovatelka
- Yasmine Kassari, belgicko-marocká filmová režisérka
- Yasmine Lafitte, francouzská porno herečka
- Yasmine Mahmoudieh, německá architektka
- Yasmine Oudni, alžírská mezinárodní volejbalistka
- Yasmine Pahlaví, manželka Rezy Pahlaviho II., korunního prince Íránu
- Yasmine White, americká triatlonistka